# Léon (Sängerin)

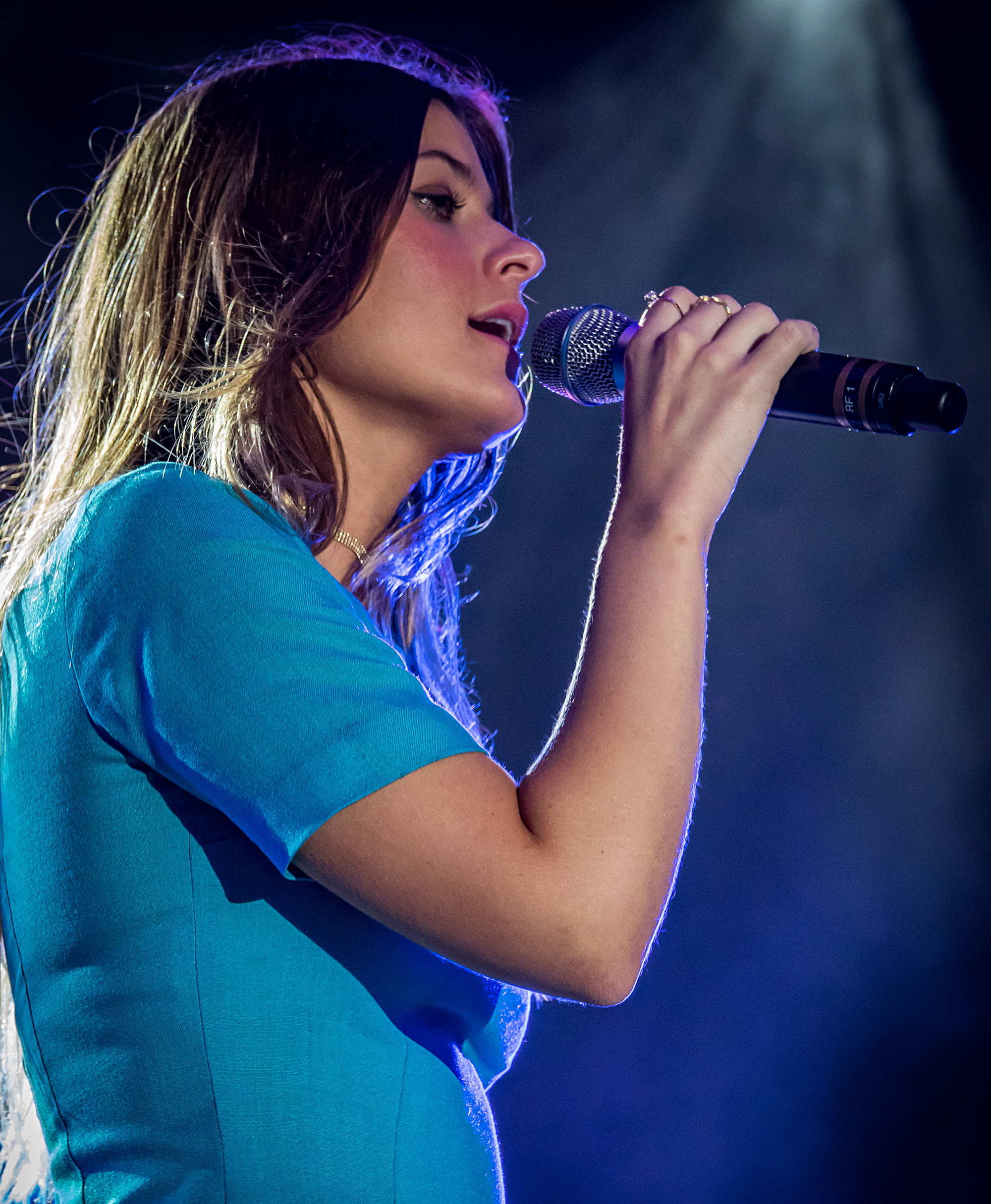
Lotta Lindgren, 2016

Lotta Lindgren (* 26. Februar 1993 in Stockholm), besser bekannt als Léon, ist eine schwedische Sängerin und Songwriterin.

## Leben
Léon wuchs in Stockholm als Kind zweier klassischer Musiker auf und sie lernte 15 Jahre lang Cello. Sie war zunächst mit Freunden in einer Band aktiv, die vor allem Auftritte in Stockholm hatte und laut Léon in den Bereichen Jazz, Soul und Hip-Hop tätig war. Später fokussierte Léon sich auf ihre Solokarriere. Im Juli 2015 veröffentlichte sie mit Tired of Talking ihr erstes Lied auf Soundcloud. Das Lied wurde schließlich auf Spotify erfolgreich, wo sie bis April 2016 24 Millionen Streams ansammeln konnte, nachdem unter anderem auf dem Twitteraccount der Sängerin Katy Perry ein Post über Léon veröffentlicht wurde. Anschließend konnte sie einen Vertrag beim Musiklabel Columbia Records unterzeichnen. Im Oktober 2015 veröffentlichte sie ihre Debüt-EP Treasure. Im Jahr 2016 folgte eine Tour durch Europa und die USA und sie trat unter anderem in der US-amerikanischen Talkshow The Late Late Show with James Corden auf.
Im Jahr 2017 gab Léon zwei weitere EPs heraus. Vom V magazine wurde sie in die Artists-to-watch-Liste für 2017 aufgenommen. Ihr Debütalbum Léon wurde im März 2019 veröffentlicht, im Oktober 2020 kam mit Apart ihr zweites Album. Beide erschienen beim Label BMG Rights Management. Für Apart erhielt sie beim Musikpreis Grammis eine Nominierung in der Kategorie für alternativen Pop. Ihr drittes Album Circles wurde im März 2022 veröffentlicht. Für das Album erhielt sie im Jahr 2023 erneut eine Grammis-Nominierung in der Kategorie für alternativen Pop.

## Stil
Léons Musik wird meist als Soulpop bezeichnet, ihre Stimme wird des Öfteren mit der von Amy Winehouse verglichen. Als ihre musikalischen Einflüsse gab sie unter anderem Sam Cooke, Etta James und Stevie Wonder an.

## Auszeichnungen
- 2021: Grammis, Nominierung in der Kategorie „Alternativer Pop des Jahres“ (für Apart)[9]
- 2023: Grammis, Nominierung in der Kategorie „Alternativer Pop des Jahres“ (für Circles)[10]

## Diskografie

### Studioalben
| Jahr | Titel   | Höchstplatzierung, Gesamtwochen, AuszeichnungChartplatzierungen (Jahr, Titel, Platzierungen, Wochen, Auszeichnungen, Anmerkungen) | Höchstplatzierung, Gesamtwochen, AuszeichnungChartplatzierungen (Jahr, Titel, Platzierungen, Wochen, Auszeichnungen, Anmerkungen) | Anmerkungen                        |
| Jahr | Titel   | SE | DE | Anmerkungen                        |
| ---- | ------- | --- | --- | ---------------------------------- |
| 2019 | Léon    | SE58 (1 Wo.)SE | — | Erstveröffentlichung: 1. März 2019 |
| 2020 | Apart   | — | — | Erstveröffentlichung: 2020         |
| 2022 | Circles | — | DE76 (1 Wo.)DE | Erstveröffentlichung: 4. März 2022 |

### EPs
- 2015: Treasure
- 2017: For You
- 2017: Surround Me
- 2022: Wishful Thinking

### Singles
| Jahr | Titel Album                 | Höchstplatzierung, Gesamtwochen, AuszeichnungChartplatzierungen (Jahr, Titel, Album, Platzierungen, Wochen, Auszeichnungen, Anmerkungen) | Höchstplatzierung, Gesamtwochen, AuszeichnungChartplatzierungen (Jahr, Titel, Album, Platzierungen, Wochen, Auszeichnungen, Anmerkungen) | Anmerkungen                                              |
| Jahr | Titel Album                 | SE | UK | Anmerkungen                                              |
| ---- | --------------------------- | --- | --- | -------------------------------------------------------- |
| 2017 | I Believe in Us Surround Me | SE81 (4 Wo.)SE | — | Erstveröffentlichung: 2017                               |
| 2019 | You and I Léon              | SE68 Platin · (1 Wo.)SE | — | Erstveröffentlichung: 2. August 2019                     |
| 2021 | Hear Me Say Happy Vibes EP  | — | UK65 (8 Wo.)UK | Erstveröffentlichung: 28. Mai 2021 Jonas Blue feat. Léon |

Weitere Singles
- 2015: Tired of Talking (SE: Gold)[14]
- 2016: Think About You (SE: Gold)[15]
- 2016: Liar
- 2017: Sleep Deprived
- 2017: Surround Me
- 2017: Body
- 2017: No Goodbyes
- 2018: Baby Don’t Talk
- 2018: Falling
- 2019: Want You Back (Grey feat. Léon)
- 2020: In a Stranger’s Arms
- 2020: Who You Lovin
- 2020: And It Breaks My Heart
- 2020: Chasing a Feeling
- 2020: Head and Heart on Fire
- 2021: Dancer
- 2021: Soaked
- 2021: Fade Into a Dream